# 无线网卡

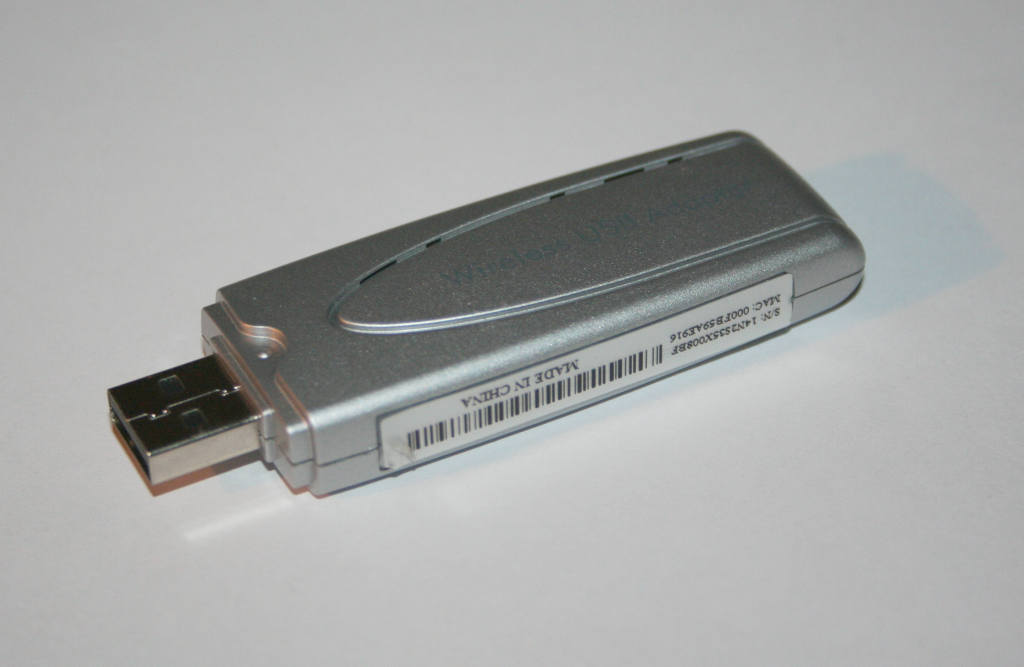
USB无线网卡，内置天线

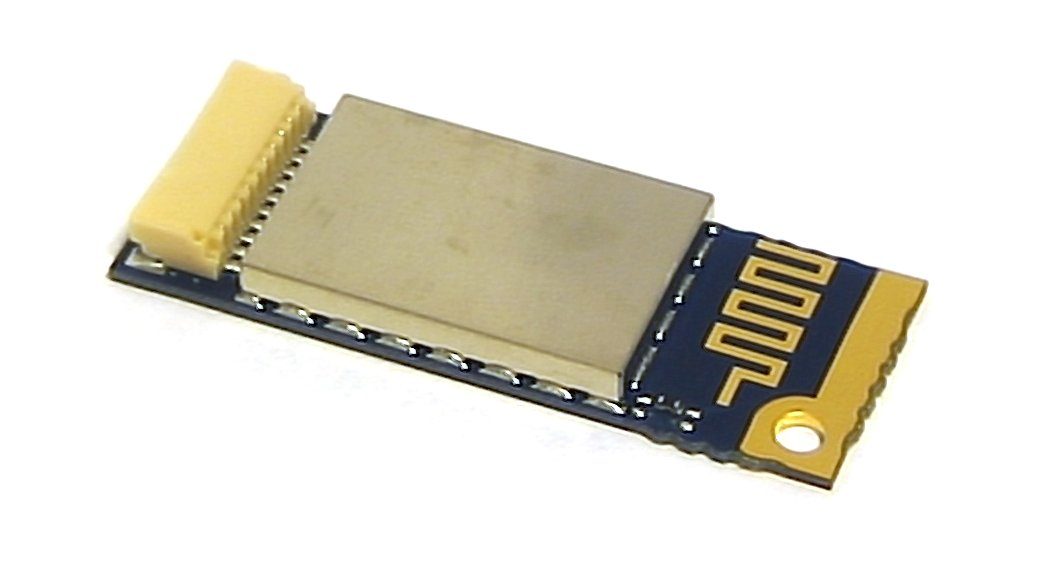
蓝牙

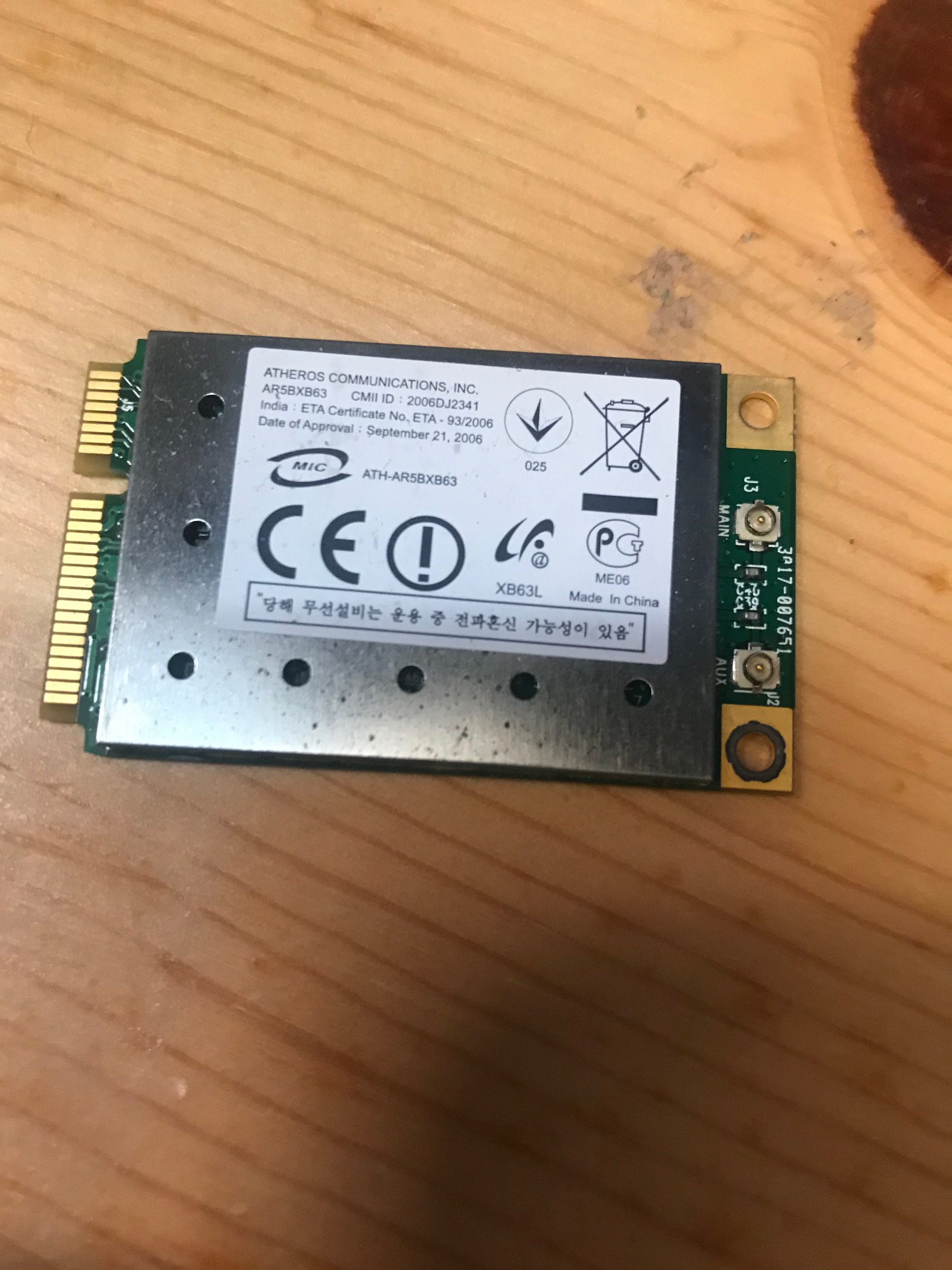
Atheros AR5BXB63 无线网卡

无线接口控制器（英語：wireless network interface controller，缩写WNIC）或无线网络适配器（wireless network adapter），简称无线网卡，是使用无线电波为传输媒介的网卡，通常指支持802.11技术的网卡，接口有PCIe、USB、M.2、PCI、ExpressCard、PC Card等。作为个人电脑上一个信号收发的设备，无线网卡可以作为扩展卡接到主板上，也可以被集成为主板的一部分。
利用微波射频技术，终端不需要线缆连接即可互相连接，进行数据传输。在OSI模型里，无线网卡工作在物理层和数据链路层。